# Comité Coordinador para el Control Multilateral de las Exportaciones
El Comité Coordinador para el Control Multilateral de las Exportaciones (en inglés Coordinating Committee for Multilateral Export Controls o CoCom) fue establecido en el bloque Occidental durante los primeros cinco años tras finalizar la Segunda Guerra Mundial, durante la Guerra Fría, para poner un embargo de armas a los países del Comecon. CoCom cesó sus funciones el 31 de marzo de 1994, y fue sucedido por el Tratado de Wassenaar.

## Países afiliados
CoCom tuvo 17 Estados miembro:
- Australia
- Bélgica
- Canadá
- Dinamarca
- Francia
- Alemania Occidental
- Grecia
- Italia
- Japón
- Luxemburgo
- Países Bajos
- Noruega
- Portugal
- España
- Turquía
- Reino Unido
- Estados Unidos

## Legado
En tecnología de GPS, el término "límite COCOM" se refiere a un límite implementado en los sistemas de GPS y que los inutiliza cuando el dispositivo calcula que se está moviendo a más de 1000 nudos (1900 km/h; 1200 mph) o a una altitud mayor a 18 000 m s. n. m. (59 000 psnm).  Este era un mecanismo para impedir el uso del GPS en un misil balístico intercontinental.
Algunos fabricantes aplican este límite sólo cuándo ambas parámetros son superados, mientras que otros fabricantes inhabilitan el dispositivo cuando uno de ellos es alcanzado. Lo que podía ser un problema con los globos científicos que alcanzan mucha altura.
- Tráfico internacional en Control de Armas.
- Acto de Control de Exportación de armas.
- Agencia de Cooperación de Seguridad de defensa.
- Controles de Administración de la exportación.
- John Barron KGB Hoy: La Mano Escondida, 1983.